# Gut Alpe
Koordinaten: 51° 38′ 41″ N, 8° 14′ 18″ O
Das Gut Alpe ist ein denkmalgeschützter Gutshof südlich von Benninghausen in Lippstadt, Kreis Soest. Es liegt am Trotzbach. Nahe dem Gut findet sich ein Steilhang mit Ablagerungen aus dem Quartär, in denen sich zahlreiche Fossilien von Amphibien und Kleinnagern befinden. Die Hangkante gilt als paläontologisches Bodendenkmal. Das Naturschutzgebiet Trotzbach / Gut Alpe (SO-085) ist 6,5 Hektar groß. Im Tal des Bachs wächst insbesondere ein Bärlauch-Buchenwald.